# Hoofdorgel van de Grote- of Jacobijnerkerk in Leeuwarden

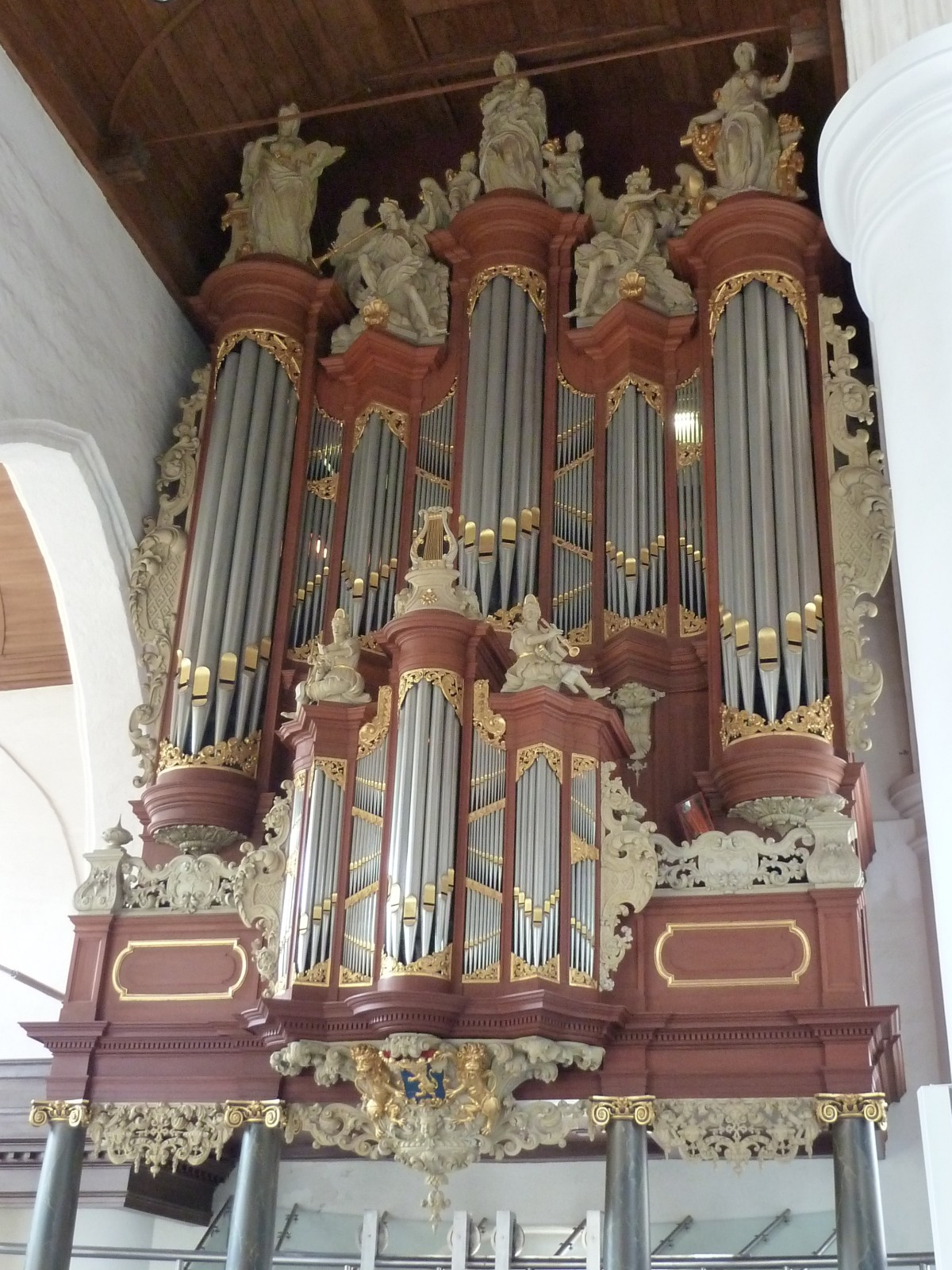
Hoofdorgel

Het hoofdorgel in de Grote of Jacobijnerkerk te Leeuwarden is een historisch kerkorgel, dat wordt gerekend tot de belangrijkste (barok)orgels van Nederland.
De karakteristieke plenumklank kenmerkt zich vooral door kracht en doordringendheid, terwijl het bovenwerk typerende karakterstemmen en ingetogen soloregisters laat horen. Het orgel wordt gebruikt voor zowel de PKN-eredienst als orgelconcerten.

## Bouw
Het orgel is gebouwd tussen 1724 en 1727 door Christian Müller in opdracht van het stadsbestuur van Leeuwarden. Dit gebeurde op initiatief van de Leeuwarder stadsorganist Reijnold Popma van Oevering, die naar Amsterdam was gekomen om een geschikte orgelbouwer uit te kiezen. Het is het eerste grote orgel met drie manualen en vrij pedaal dat Müller bouwde. 
In de periode van 1821 tot 1944 werden de dispositie en vooral het klankkarakter diverse malen ingrijpend gewijzigd door onder meer de orgelmakers Van Dam. Bij de omvangrijke restauratie van kerk en orgel in de periode 1972-1977 werden het oorspronkelijke klankkarakter en de dispositie van Müller hersteld door de Leeuwarder orgelmakerij Bakker & Timmenga.

## Uiterlijk
De kas is gemaakt door Berend Storm in samenwerking met de Leeuwarder stadstimmerman Claes Bockes Balck. Bij de uiterlijke proporties en decoraties zijn vooral de meer dan manshoge beelden Geloof, Hoop en Liefde op de hoofdwerkkas opvallend. Zij zijn gemaakt door Gerbrandus van der Haven. De kleinere beelden op het rugwerk zijn gemaakt door Jacob Sydses Bruinsma.  
Bij de restauratie van 1978 werd de oorspronkelijke roodbruine kleur van de orgelkas, die in de loop der jaren verschillende kleuren gehad heeft, hersteld.

## Dispositie
| Hoofdwerk C–g3 |                     |
| Prestant       | 16′ dubbel vanaf g' |
| Octaaf         | 8′ dubbel vanaf c'  |
| Roerfluit      | 8′                  |
| Octaaf         | 4′                  |
| Quint          | 3′                  |
| Superoctaaf    | 2′                  |
| Mixtuur        | IV–VIII sterk       |
| Scherp         | IV–VI sterk         |
| Trompet        | 16′                 |
| Trompet        | 8′                  |

| Rugwerk C–g3 |                   |
| Prestant     | 8′ dubbel vanaf a |
| Holpijp      | 8′                |
| Octaaf       | 4′                |
| Octaaf       | 2′                |
| Cornet disc. | VI sterk          |
| Mixtuur      | IV-VIII sterk     |
| Sexquialter  | II sterk          |
| Trompet      | 8′                |
| tremulant    |                   |

| Bovenwerk C–g3 |             |
| Baarpijp       | 8′          |
| Quintadeen     | 8′          |
| Viola de Gamba | 8′          |
| Octaaf         | 4′          |
| Gemshoorn      | 4′          |
| Nasard         | 3′          |
| Nachthoorn     | 2′          |
| Cimbaal        | III sterk   |
| Sexquialter    | II-IV sterk |
| Dulciaan       | 8′          |
| Vox Humana     | 8′          |
| tremulant      |             |

| Pedaal C–d1 |           |
| Prestant    | 16′       |
| Bourdon     | 16′       |
| Octaaf      | 8′        |
| Octaaf      | 4′        |
| Quint       | 3′        |
| Mixtuur     | III sterk |
| Bazuin      | 16′       |
| Trompet     | 8′        |
| Trompet     | 4′        |

Koppels: HW aan RW, BW aan HW, Ped. aan RW, Ped. aan HW. 4 afsluitingen.

## Organisten
Vaste bespelers van het instrument waren onder anderen Reijnold Popma van Oevering (1727-1741), George Stam (1931-1949), Piet Post (1949-1981), Jan Jongepier (1981-2007), Theo Jellema (2007-2020) en Gerwin Hoekstra (2020-2022). Per 1 april 2023 werd Peter van der Zwaag als vaste organist aangesteld.